# 臺大人文庫
《臺大人文庫》，由臺大圖書館於2006年起籌設，專室典藏臺大校友的著作。臺大人文庫位於臺大總圖書館三樓，於2007年11月15日臺大校慶當天開幕。第一部由臺大早期校友會校友以微出版技術在臺出版、全球發行的《臺大人回憶錄叢書─鮑家麟教授｜嘉霖散文集》已於2013年11月同步實體與電子書在全球亞馬遜網路書店發行（美國、英國、德國、法國、義大利、西班牙、巴西、日本、澳洲、加拿大），由漢世紀數位文化EHGBooks出版。

## 開放時間
週一至週五 8:00 ~ 22:30 ／週六 8:00 ~ 22:30 ／週日 8:00 ~ 17:00
(寒暑假期間配合1-4樓閱覽區開放時間)

## 出版書籍
以《我們的那個年代：振翅雲霄》（The Albatross of Our Generation）為書名，依書寫語言不同分為兩集（中文版、英文版）。
| 冊數   | 原版          | 原版                   | 國際版        | 國際版                 |
| 冊數   | 發售日期      | ISBN                   | 發售日期      | ISBN                   |
| ------ | ------------- | ---------------------- | ------------- | ---------------------- |
| 第一集 | 2013年11月1日 | ISBN 978-162-503-065-8 | 2013年11月1日 | ISBN 978-164-784-808-8 |
| 第二集 | 2013年11月1日 | ISBN 978-162-503-066-5 | 2013年11月1日 | ISBN 978-164-784-809-5 |

電子書版本
- 國際電子書版本